# Геология Марса

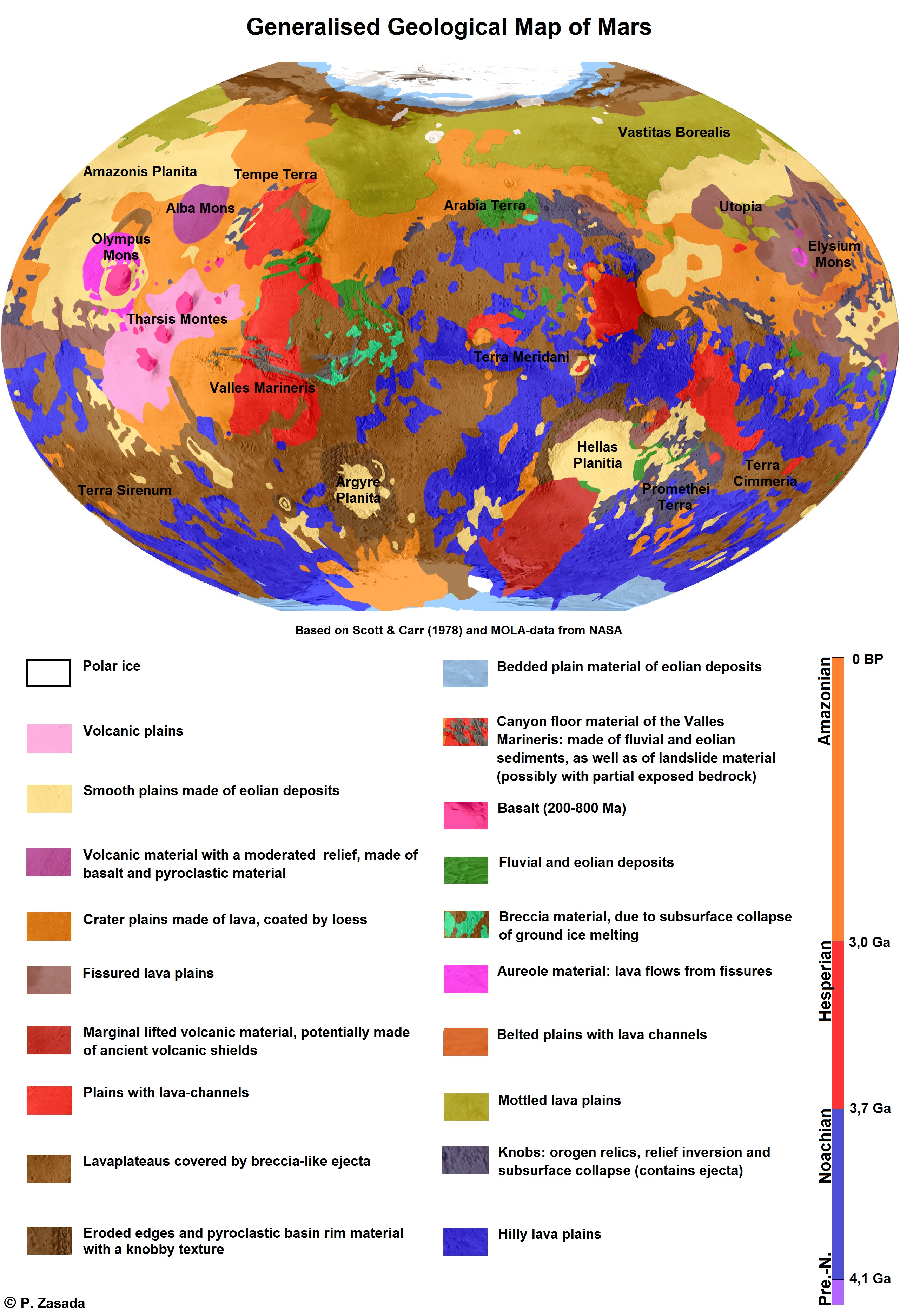
Обобщённая геологическая карта Марса.

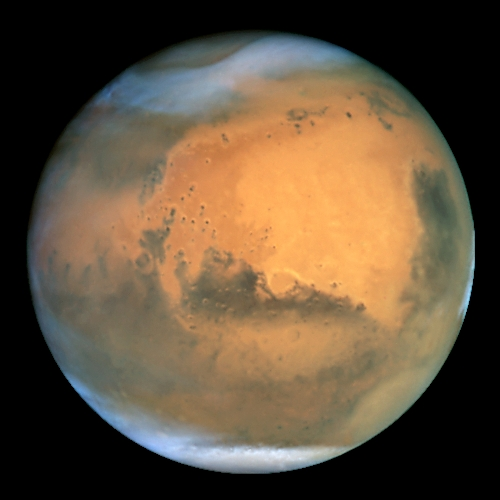
Марс при наблюдении космическим телескопом «Хаббл»

Геология Марса — наука, изучающая поверхность, кору и внутреннюю структуру Марса. Особое внимание уделяется составу, структуре, истории и физическим процессам, сформировавшим планету. Данная область науки аналогична земной геологии.
В планетологии понятие геология подразумевает изучение твёрдой составляющей планет и их спутников. Данный термин включает аспекты геофизики, геохимии, минералогии, геодезии и картографии. Неологизм ареология, от греческого слова Arēs (Марс), иногда используют как синоним геологии Марса в научно-популярных источниках и в научной фантастике (например, в Марсианской трилогии Кима Стенли Робинсона), но профессиональными геологами и планетологами данный термин используется крайне редко.

## Внутренняя структура
Марс является планетой земного типа и состоит из каменистых пород с примесью железа. Как и в случае Земли, на раннем этапе эволюции произошло расслоение на железное ядро и силикатную мантию, затем образование коры толщиной в среднем 50 км. Радиус ядра составляет порядка половины радиуса всего Марса, однако точно не известен, как и его состояние.

## Физическая география
Большая часть современных сведений о геологии Марса получена при исследовании форм рельефа, видимых на изображениях, получаемых космическими аппаратами. Ряд отдельных крупномасштабных структур на поверхности свидетельствует о различных типах геологических процессов, протекавших на планете в течение длительного времени. В данном разделе представлены несколько крупных физиографических областей Марса. При совместном рассмотрении данные области показывают, каким образом геологические процессы, включающие вулканическую и тектоническую активность, воздействие воды, льда и импактные события, формировали облик планеты на больших временных масштабах.

### Дихотомия полушарий

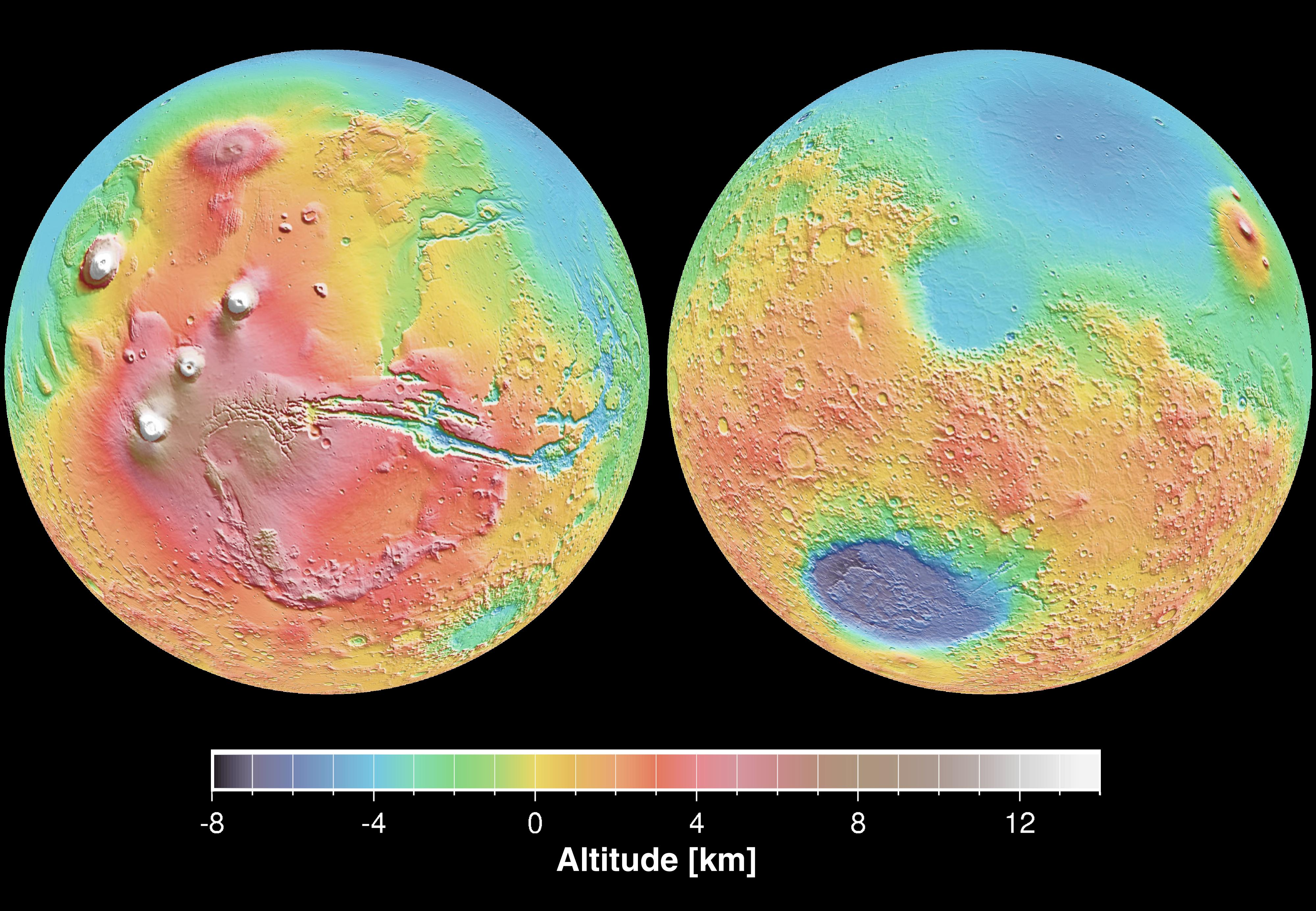
На изображении, полученном MOLA (Mars Orbital Laser Altimeter), цветом показано значение высоты в южном и северном полушариях Марса. Слева: в западном полушарии доминирует Провинция Фарсида (красный и коричневый цвета) Высокие вулканы имеют белый цвет. Долины Маринер показаны синим цветом. Справа: в западном полушарии видны испещрённые кратерами высокие области (жёлтый и красный цвета), слева внизу видна равнина Эллада (тёмно-синий и фиолетовый цвета). Справа вверху видна равнина Элизий. Области к северу от границы дихотомии окрашены в голубой цвет на обеих картах.

Северное и южное полушария Марса существенно отличаются друг от друга по топографии и физической географии. Данная дихотомия является глобальной геологической особенностью планеты. Северная часть планеты представляет собой гигантскую впадину. Около трети
поверхности планеты (в основном в северном полушарии) лежит на 3—6 км ниже по высоте, чем другие две трети. Такая разница высот на Земле проявляется в виде различия высот континентов и океанических котловин. Дихотомия также проявляется двумя другими способами: в виде различия плотности ударных кратеров и толщины коры в двух полушариях. Полушарие к югу от границы дихотомии испещрено кратерами; рельеф характерен для периода поздней тяжёлой бомбардировки. Низменности к северу от границы дихотомии обладают малым количеством крупных кратеров, являются гладкими и плоскими; ряд признаков показывает, что в данной области происходило длительное обновление поверхности с того момента, как сформировались южные возвышенности. Также у двух полушарий различна толщина коры. Топографические и геофизические данные о гравитации показывают, что максимальная толщина коры в области южных возвышенностей равна 58 км, а в области северных низменностей — около 32 км. Расположение границы дихотомии имеет различные широты, в зависимости от того, какое именно из трёх проявлений рассматривается.
Природа и возраст дихотомии полушарий до сих пор являются предметом обсуждений. Гипотезы о возникновении дихотомии делятся на две категории: в рамках первой дихотомия создаётся сверхкрупным импактным событием или несколькими событиями на ранней стадии истории планеты (экзогенные теории), в рамках второй дихотомия создаётся истончением коры в северном полушарии вследствие конвекции в мантии, переворачивания слоёв или других химических и тепловых процессов внутри планеты (эндогенные теории). В одной из эндогенных теорий предполагается ранний этап тектоники плит, создавший более тонкую кору на севере. Вне зависимости от механизма возникновения дихотомия считается крайне давним явлением. Новая теория, основанная на гипотезе гигантского южного полярного импактного события (англ. Southern Polar Giant Impact) и подтверждённая при открытии двенадцати явлений выравнивания, показывает, что экзогенные теории могут с большей вероятностью соответствовать действительности и что у Марса могло не быть значимой тектонической активности, способной влиять на дихотомию. Данные лазерного и радарного измерения высот с помощью космических аппаратов на орбите вокруг Марса показали наличие большого количества котловинообразных структур, до этого не различаемых на фотографических изображениях. Называемые квазикруговыми впадинами (англ. quasi-circular depressions, QCDs), данные особенности рельефа по всей видимости представляют ударные кратеры периода тяжёлой бомбардировки, покрытые в настоящее время налётом более молодых объектов. Исследование таких впадин показало, что лежащая под ними поверхность в северном полушарии по крайней мере такая же по возрасту, как наиболее старая часть выходящей на поверхность коры в области южных возвышенностей. Большой возраст дихотомии накладывает значительные ограничения на теории её возникновения.

### Вулканические провинции Фарсида и Элизий
На границе дихотомии в западном полушарии Марса расположена крупная вулканически и тектонически активная провинция Фарсида. Данная протяжённая структура простирается на тысячи километров в диаметре и покрывает до 25 % поверхности планеты. Возвышаясь в среднем на 7—10 км над средним уровнем поверхности Марса, Фарсида включает области наибольшей высоты на планете и самые крупные вулканы в Солнечной системе. Три крупных вулкана — гора Аскрийская, гора Павлина и гора Арсия (известные как «горы Фарсида») — вытянуты с северо-востока на юго-запад. Обширная гора Альба занимает северную часть провинции. Крупный щитовой вулкан гора Олимп расположен в стороне от центрального возвышения на западном краю провинции. Исключительная массивность региона создаёт значительное напряжение в литосфере планеты.
В результате возникают крупные трещины (грабены, рифтовые долины), радиально расходящиеся от Фарсиды.
Меньшая область вулканической активности расположена в тысяче километров от Фарсиды на нагорье Элизий. Вулканический комплекс Элизий имеет 2000 км в диаметре и насчитывает три крупных вулкана: гора Элизий, купол Гекаты и купол Альбор. Группа вулканов Элизия считается отличающейся от гор Фарсида, поскольку её вулканы содержат как лавовые, так и пирокластические горные породы.

### Крупные ударные котловины
На Марсе существует несколько гигантских круговых котловин, образовавшихся вследствие импактных событий.
Одной из наиболее крупных является равнина Эллада, находящаяся в южном полушарии. Данное образование является второй по размеру подтверждённой ударной структурой на планете, центр имеет координаты 64° в. д. и 40° ю. ш. Центральная часть имеет диаметр 1800 км и окружена широким кольцеобразным хребтом, состоящим из близко расположенных неправильных горных массивов, представляющих собой поднятые блоки старой коры. Древние вулканические структуры с низким рельефом (патеры) расположены в северо-восточной и юго-западной частях хребта. Дно котловины содержит сложную структуру из осадочных отложений, за длительный период времени подвергшихся эрозии и внутренним деформациям. Наименьшие высоты на планете находятся на равнине Эллада, причём ряд областей лежит на глубине ниже 8 км от среднего уровня.
Равнина Аргир и равнина Исиды также представляют собой две крупные структуры ударного происхождения. 
- Равнина Аргир (диаметром 800 км) находится в области южных возвышенностей и окружена широким кольцом гор. Горы в южной части хребта, горы Харит могли подвергаться эрозии вследствие воздействия ледников[33].
- Равнина Исиды (около 1000 км в диаметре) находится на границе дихотомии около 87° в. д. Северо-восточная часть хребта вокруг равнины подвергалась эрозии и сейчас находится под слоем отложений, что придаёт границе равнины полукруглый вид. Северо-западный хребет характеризуется грабенами, расположенными по окружности к котловине.
- Равнина Утопия почти полностью покрыта слоем отложений с северных равнин. Граница равнины ясно различима только по данным о распределении высот.

Все крупные котловины на Марсе крайне старые, относятся к периоду поздней тяжёлой бомбардировки. Считается, что их возраст сопоставим с возрастом моря Дождей и моря Восточного на Луне.

### Система каньонов на экваторе

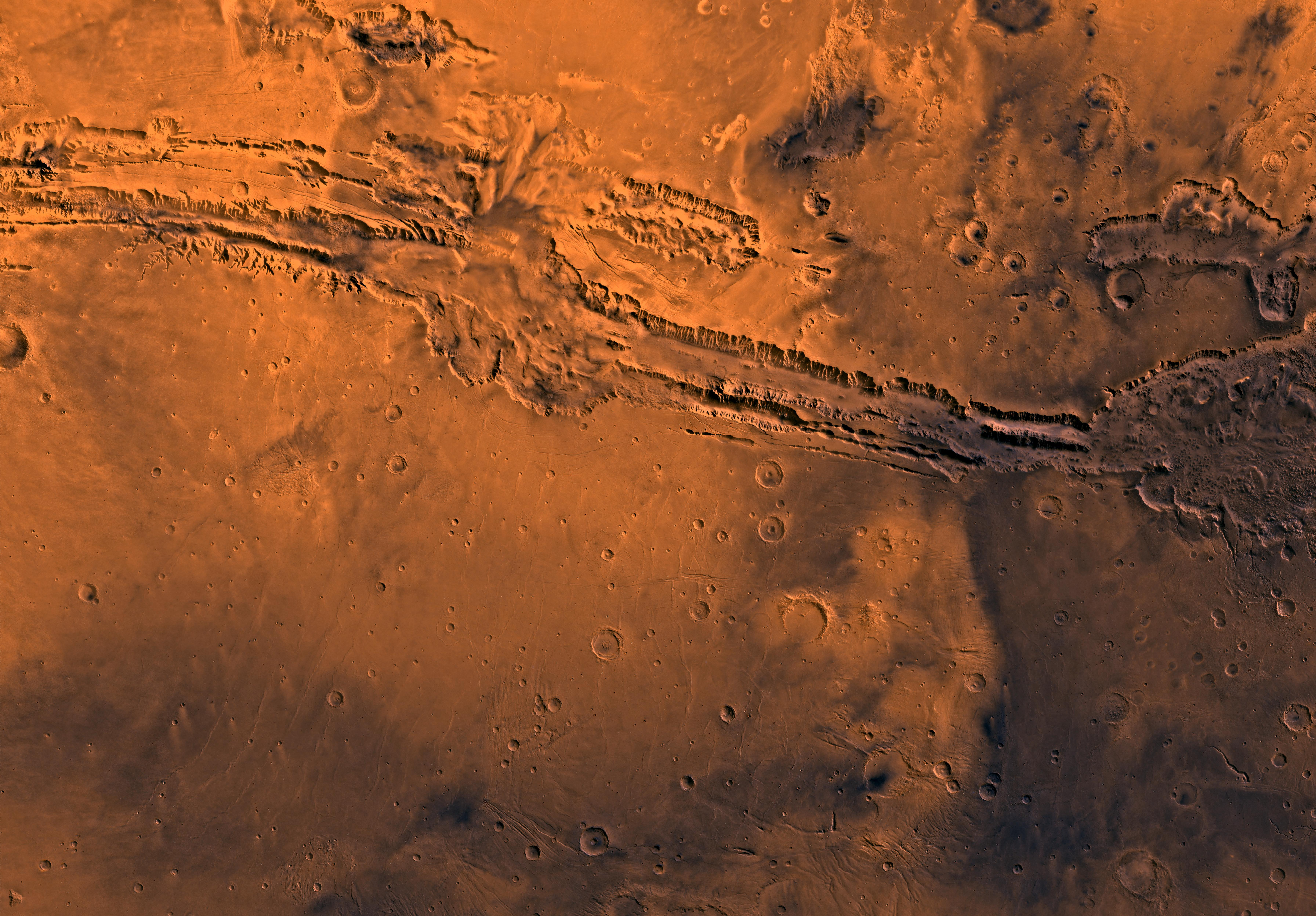
Изображение долины Маринера, полученное «Викингом-1».

Вблизи экватора в западном полушарии находится система глубоких связанных друг с другом каньонов и провалов, называемая долинами Маринера. Данная система каньонов простирается к востоку от провинции Фарсида более чем на 4 тысячи км, что составляет около четверти длины экватора планеты. Если представить такую систему каньонов на Земле, она бы простиралась на ширину Северной Америки. На некоторых участках каньоны достигают ширины 300 км и глубины 10 км. Несмотря на то, что долины Маринера часто сравнивают с земным Гранд-Каньоном, они имеют другое происхождение. Гранд-Каньон является результатом водной эрозии. Марсианские экваториальные каньоны имеют тектоническую природу. Долины Маринера можно сравнить с Восточно-Африканским рифтом. Каньоны представляют собой результат мощных механических напряжений в коре Марса, происходящих в основном от массивного основания Фарсиды.

### Хаотический рельеф местности, каналы оттока
Местность у восточной оконечности долин Маринера плавно переходит в скопление низких округлых холмов, вероятно, сформировавшихся при коллапсе гористых поверхностей и образовании обширных заполненных валунами лощин. Называемые хаосами, данные области отмечают начала каналов оттока. Наличие вытянутых вдоль русла островов и других структур показывает, что каналы, скорее всего, были сформированы катастрофическими потоками воды из водоносных горизонтов или при таянии подповерхностного льда. Также данные структуры могли быть образованы потоками вулканической лавы, двигавшимися с Фарсиды. Каналы, включая долину Арес и Шалбатана, очень велики по земным масштабам. Например, поток, который мог сформировать долину Арес шириной 28 км, в десять тысяч раз должен превышать по объёму в секунду поток реки Миссисипи.

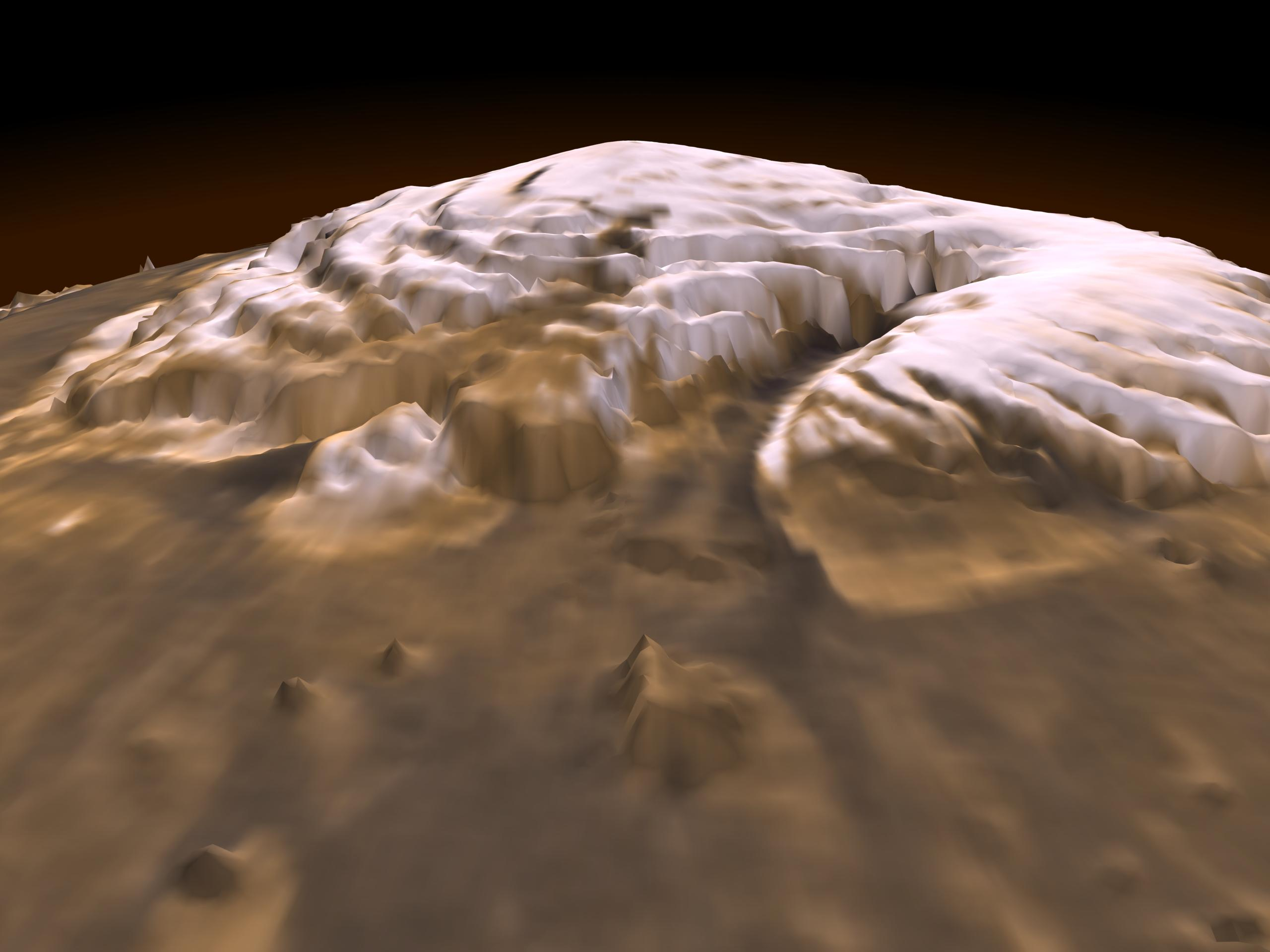
Изображение плато Северного, полученное MOLA. В вертикальном направлении масштаб увеличен. Ледяная шапка представляет собой тонкий слой на самом верху плато.

### Ледяные шапки
Полярные ледяные шапки впервые наблюдал Христиан Гюйгенс в 1672 году. С 1960-х годов известно, что сезонные полярные шапки состоят из диоксида углерода (CO2), конденсирующегося из атмосферы при падении температуры ниже 148 K, точки замерзания CO2, в течение зимнего времени на полюсе. На севере лёд CO2 почти полностью исчезает летом, оставляя слой водяного льда. На южном полюсе летом остаётся маленькая шапка льда CO2.
Обе ледяные полярные шапки лежат на толстых слоях отложений льда и пыли. На севере отложения образуют плато высотой 3 км и диаметром 1000 км, называемое Северным плато. Аналогичное Южное плато лежит вблизи южного полюса. Оба плато часто рассматривают как синонимы полярных шапок, но постоянный слой льда (область с высоким альбедо на изображениях) составляет очень тонкий слой на поверхности отложений. Вероятно, составляющие плато слои представляют собой чередование пылевых и ледяных отложений, создаваемых переменами климата вследствие изменений параметров орбиты планеты. Полярные отложения являются одними из наиболее молодых геологических структур на Марсе.

## Особенности альбедо

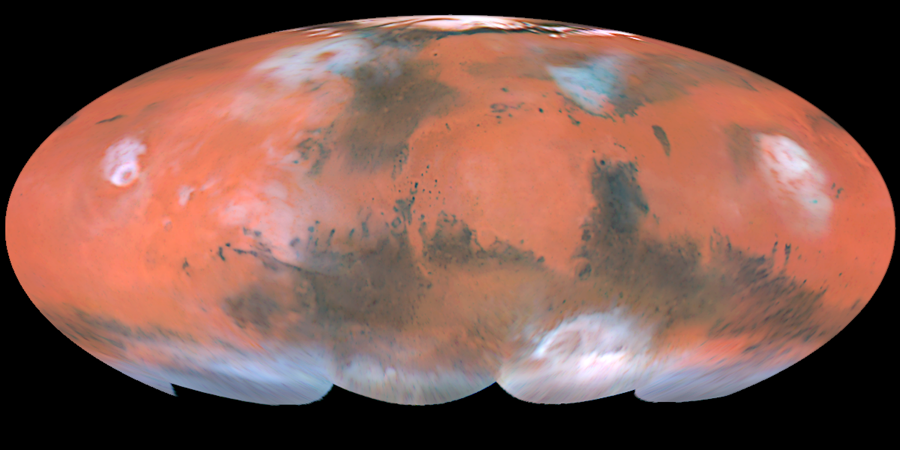
Карта распределения альбедо на поверхности Марса, полученная телескопом «Хаббл». Области цвета охры слева, в центре и справа — Фарсида, Аравия и Элизий. Тёмная область сверху от центра — Ацидалийская равнина. Большой Сирт представляет собой тёмную область справа сверху от центра.

С Земли на Марсе сложно рассмотреть топографические особенности. Яркие области и тёмные регионы, видимые при помощи телескопа, являются деталями распределения альбедо. Яркие области цвета охры показывают расположение слоёв мелкой пыли на поверхности. Среди ярких областей (за исключением полярных шапок) видны равнина Эллада, провинция Фарсида и земля Аравия. Тёмно-серые участки показывают области, в которых ветер вымел пыль, оставив нижний слой тёмной каменистой породы. Тёмные участки лучше всего различимы в широкой полосе на от 0° до 40° ю. ш. Самый заметный тёмный участок, Большой Сырт, расположен в северном полушарии. Ацидалийская равнина также представляет собой тёмную область в северном полушарии. Третий тип областей, промежуточного цвета и альбедо, считается областями, содержащими вещество как из светлых, так и из тёмных областей.

## Ударные кратеры
Ударные кратеры на Марсе впервые были идентифицированы при наблюдениях аппарата Маринер 4 в 1965 году. Ранние наблюдения показали, что марсианские кратеры существенно менее глубокие и более гладкие, чем лунные, что свидетельствует о более активной эрозии и интенсивном накоплении отложений на Марсе.
В остальном кратеры на Марсе напоминают кратеры на Луне. Оба типа кратеров являются результатом сверхскоростных ударов и демонстрируют последовательность морфологических типов при увеличении размеров. Марсианские кратеры диаметром менее 7 км называются простыми кратерами, они имеют форму чаши с острыми краями и обладают отношением глубины к диаметру около 1/5 Марсианские кратеры представляют более сложные структуры начиная с диаметров от 5 до 8 км. Сложные кратеры обладают центральными пиками (или группами пиков), относительно плоским дном и террасами или ползневыми структурами вдоль внутренних стен. Сложные кратеры являются менее глубокими относительно своей ширины, отношение глубины к диаметру варьируется от 1/5 при диаметрах около 7 км (переход от простого типа к сложному) до 1/30 при диаметре около 100 км. Другой переход от типа к типу происходит при диаметре кратера около 130 км: центральные пики превращаются в концентрические кольца холмов.
Марс обладает значительным разнообразием типов ударных кратеров по сравнению с другими планетами Солнечной системы.
В частности, это объясняется наличием слоёв как каменистого, так и летучего вещества под поверхностью планеты, что создаёт разные типы кратеров даже при одинаковом размере. Атмосфера Марса также влияет на распределение выброшенного при ударе вещества и последующую эрозию. Более того, вулканическая и тектоническая активность Марса достаточно мала для сохранения древних кратеров, но достаточно велика для изменения крупных областей поверхности планеты, что приводит к наличию семейств кратеров существенно различного возраста. Были составлены каталоги, в которые вошли около 42 тысяч ударных кратеров диаметром более 5 км, а количество более мелких кратеров определить крайне сложно. Плотность распределения кратеров наиболее велика в южном полушарии к югу от границы дихотомии. Здесь расположено большинство крупных кратеров и котловин.
Морфология кратеров предоставляет информацию о физической структуре и составе поверхности и слоёв под поверхностью во время столкновения. Например, размер центрального пика в кратерах Марса больше, чем на Меркурии или Луне.
Также центральные пики многих крупных кратеров имеют кратеры на вершинах. Такие кратеры редки на Луне, но распространены на Марсе и ледяных спутниках во внешней части Солнечной системы. Крупные центральные пики и обилие кратеров на них свидетельствуют о наличии льда под поверхностью во время столкновения. Севернее широты 30° форма старых кратеров является более округлой.
Наиболее заметным различием между кратерами на Марсе и других телах Солнечной системы является наличие областей истечений/выбросов. Многие кратеры на экваторе и в средних широтах Марса обладают такими структурами, которые, как считается, возникают при таянии льда под поверхностью планеты при столкновении с крупным телом. Жидкая вода в выброшенном веществе образует мутный поток, текущий вдоль поверхности, создавая структуры в форме лопастей.

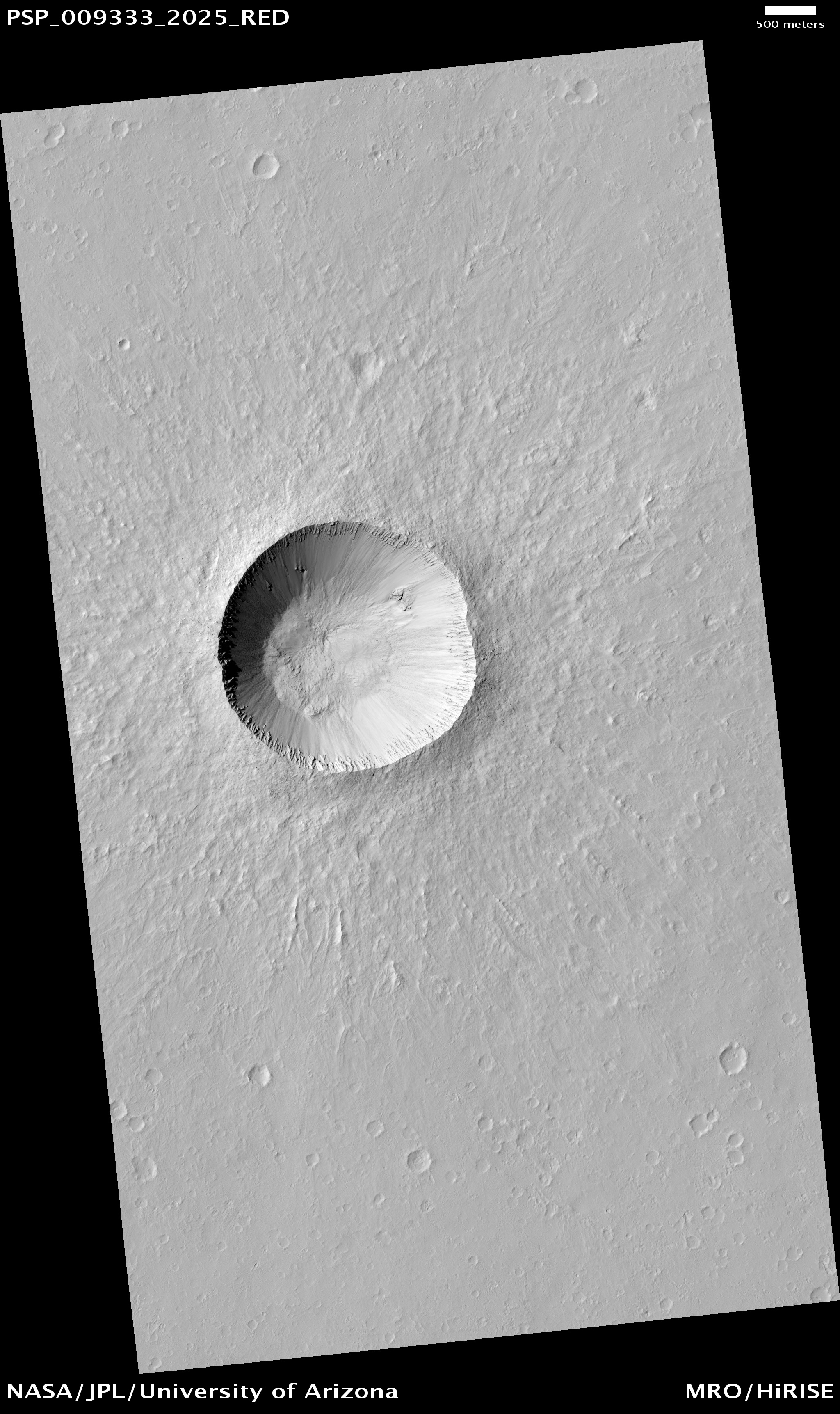
Полученное HiRISE изображение простого кратера на юго-востоке горы Элизий.
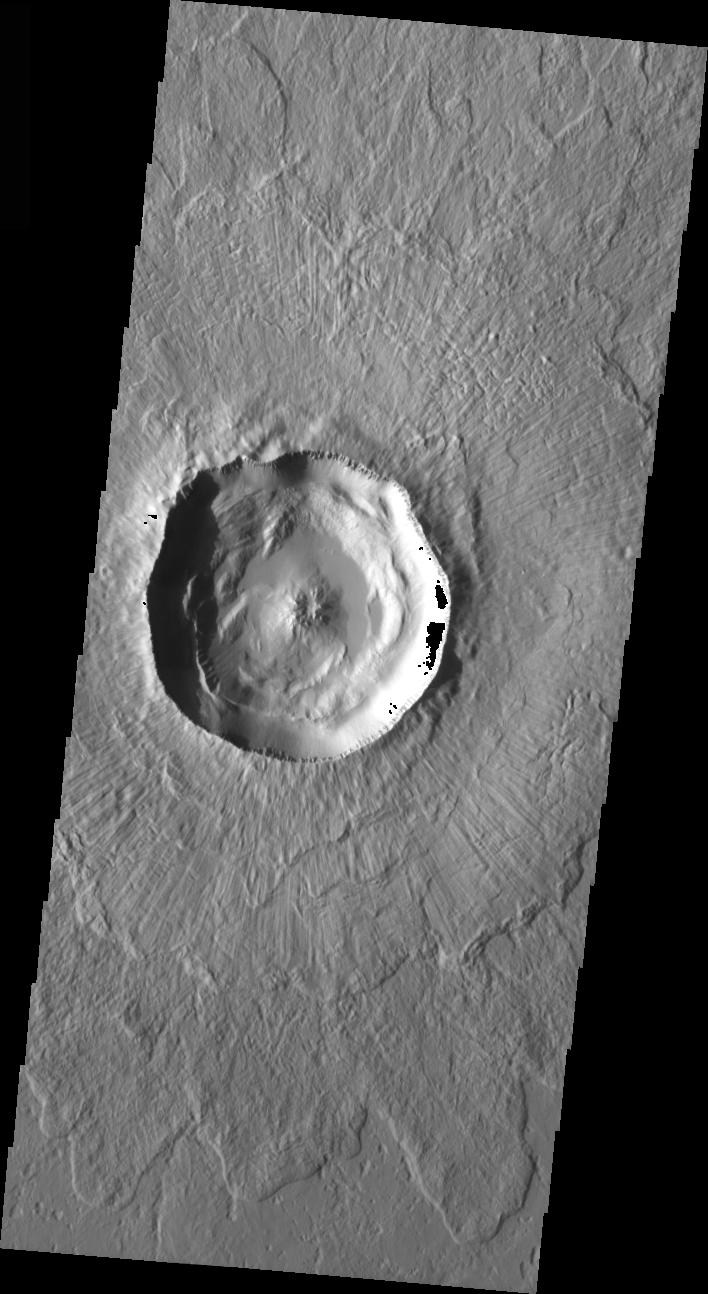
Полученное THEMIS изображение сложного кратера с центральным пиком, имеющим кратер.
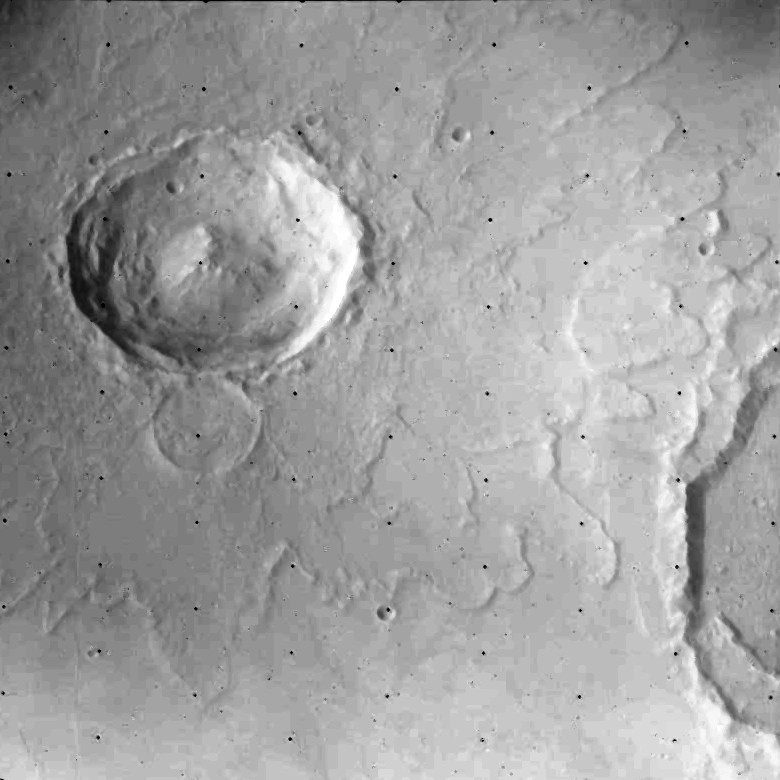
Кратер Юти, области выбросов имеют форму лопастей.
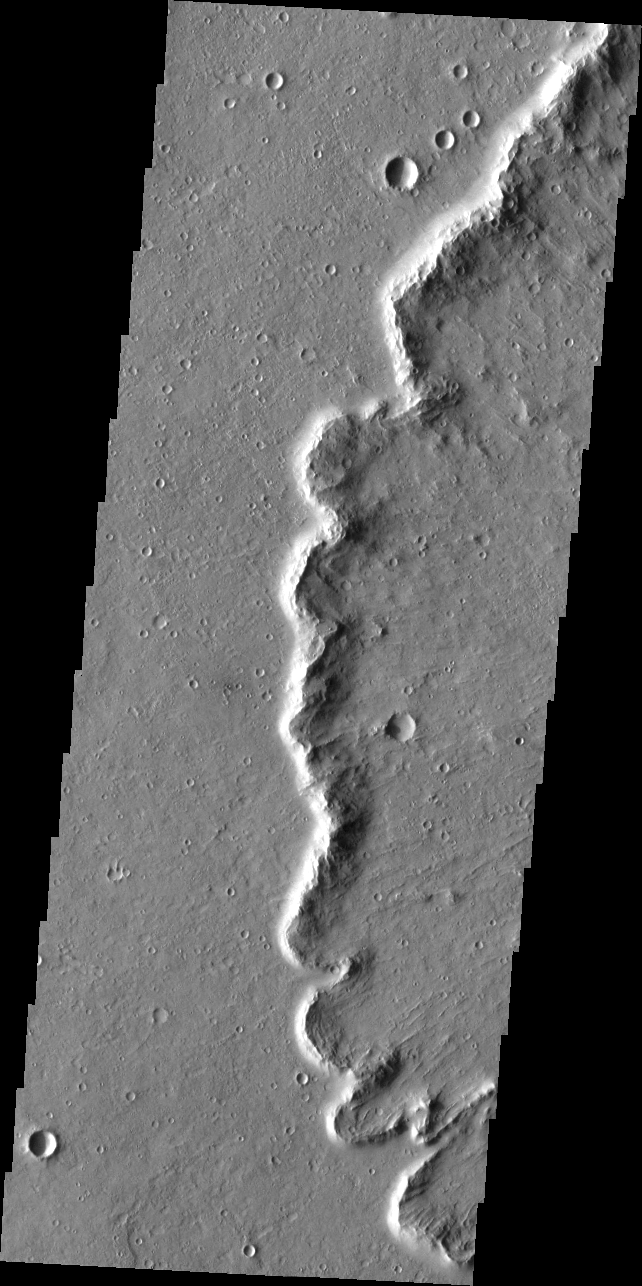
Полученное THEMIS изображение выброса рядом с 17-км кратером, имеющим координаты 21° ю.ш., 285° в.д.

Кратеры на Марсе часто классифицируют по типу выброса вещества. Кратеры с одним слоем обозначают как SLE (англ. single-layer ejecta). Также выделяют кратеры с двумя наложившимися друг на друга слоями (англ. DLE, double-layer ejecta) и несколькими слоями (англ. MLE, multiple-layer ejecta). Различие морфологии отражает различие состава (слои льда, камня или воды) под поверхностью планеты в момент удара.

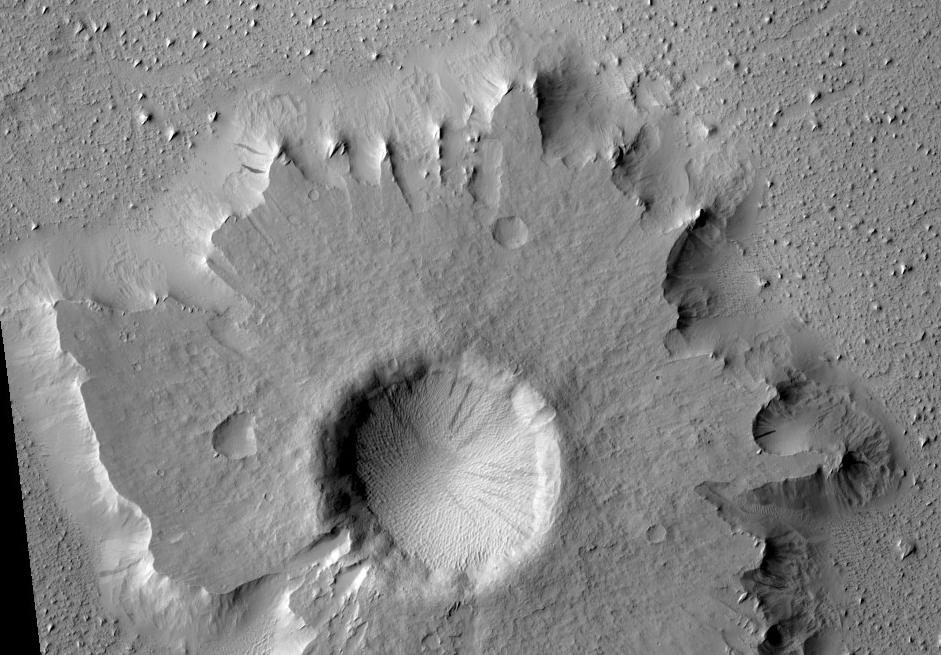
Кратер-пьедестал, снимок HiRISE.

Марсианские кратеры сильно различаются по сохранности, от совсем молодых до старых, подвергавшихся эрозии. Разрушающиеся кратеры запечатлевают вариации вулканической активности, флювиальных и эоловых отложений. Кратеры-пьедесталы являются ударными кратерами, выброс вещества из которых формирует платформу, возвышающуюся над окружающей местностью. Некоторые пьедесталы достигают сотен метров в высоту. Впервые такие кратеры наблюдались в 1972 году в рамках миссии Маринер-9.

## Геологическая история
В геологической история Марса принято выделять три периода.
- Нойский[63] (назван в честь земли Ноя[англ.]): формирование наиболее старой сохранившейся до наших дней поверхности Марса, в частности, бассейна Эллада, плато Фарсида и долин Маринера. Продолжался в период 4,1 – 3,8 млрд лет назад. В эту эпоху поверхность была изрубцована многочисленными ударными кратерами и подвергалась эрозии.
- Гесперийский (в честь Гесперийского плато[англ.]): от 3,7 млрд лет назад до 2,5 – 3 млрд лет назад. Эта эпоха отмечена интенсивным вулканизмом.
- Амазонийский (названа в честь плато Амазония[англ.]): 2,5 – 3 млрд лет назад до наших дней. Все районы, образовавшиеся в эту эпоху, имеют очень мало метеоритных кратеров, но во всём остальном они полностью различаются. Постепенно затухают вулканические и эрозионные процессы. В этот период сформирована гора Олимп.

## Вулканическая активность

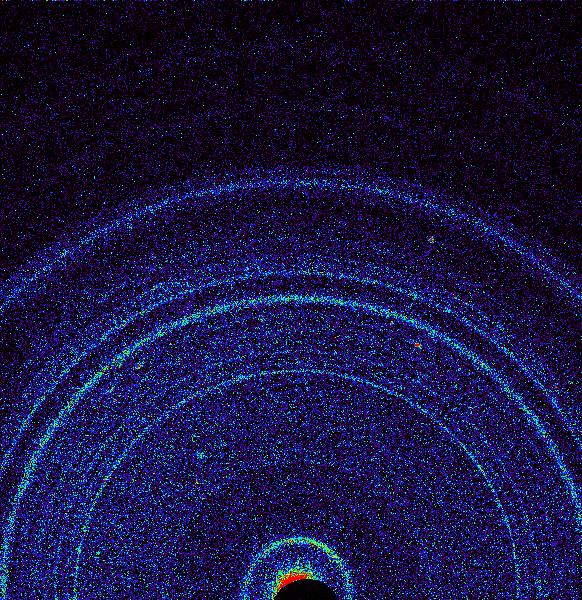
Первое рентгеновское дифракционное изображение почвы Марса выявил наличие полевого шпата, пироксенов, оливина

Вулканические структуры и ландшафты занимают большую часть поверхности Марса. Наиболее выдающиеся вулканы находится в провинции Фарсида и на равнине Элизий. По мнению геологов, одной из причин, по которым вулканы на Марсе могут достигать крупных размеров, является довольно малое количество границ между тектоническими плитами по сравнению с Землёй. Лава из стационарной горячей точки может накапливаться в одном и том же месте в течение сотен миллионов лет.
17 октября 2012 года марсоход «Кьюриосити» выполнил первый рентгеновский дифракционный анализ марсианских пород. Результаты выявили наличие ряда минералов, включая полевые шпаты, пироксены и оливин; было выдвинуто предположение о том, что почва Марса аналогична выветренным базальтам вулканов на Гавайях. В июле 2015 года марсоход определил наличие тридимита в каменном образце из кратера Гейла.

## Седиментология

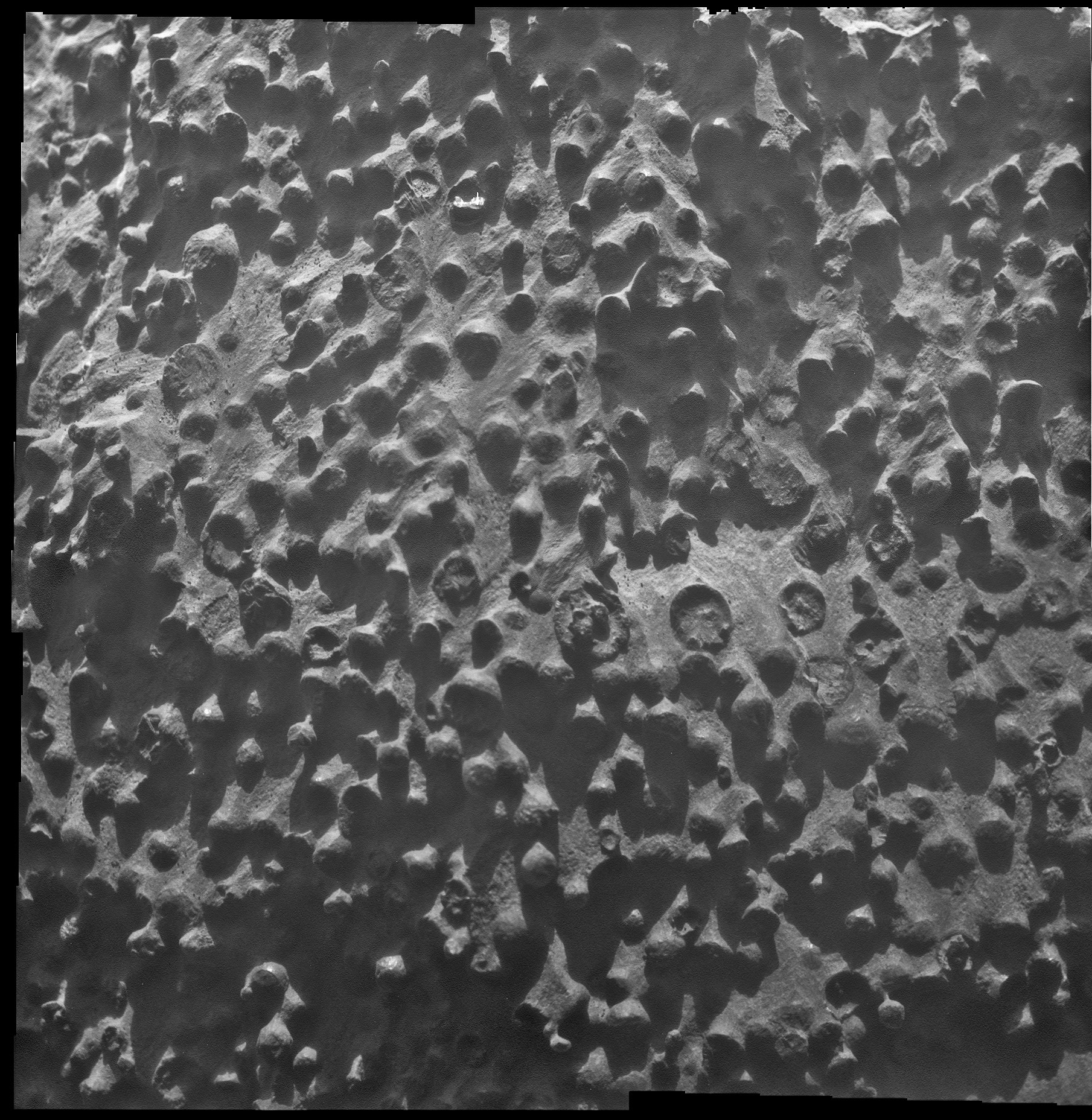
Множество сфер диаметром около 3 мм, наблюдавшееся марсоходом «Оппортьюнити»

Считается, что потоки воды могли существовать на Марсе в течение некоторых периодов его истории, особенно в древнюю эпоху. Некоторые потоки прорезали поверхность планеты, формируя системы долин и создавая отложения осадочных пород. Эти отложения перераспределяются в виде других структур, таких как конусы выноса, меандровые каналы, дельты рек, озёра. Процессы отложения и перераспределения пород ассоциированы с гравитацией. Вследствие воздействия гравитации, разной скорости течения и меняющегося потока ландшафты Марса формировались при различных условиях. Тем не менее, существуют другие варианты определения количества воды на Марсе в древности. Грунтовые воды участвовали в затвердевании эоловых отложений, а также в образовании и перемещении различных осадочных пород, включая глины, сульфаты и гематит.
При сухой поверхности планеты ветер играет существенную роль в изменении облика планеты. Движимые ветром песчаные структуры, такие как дюны, часто встречаются на поверхности современного Марса; марсоход «Оппортьюнити» обнаружил значительное количество эоланита. Вентифакты, такие как камень Джейк Матиевич, представляют другой тип эоловых элементов ландшафта на поверхности Марса.
На Марсе также присутствуют другие проявляения наносных структур, включая ледниковые отложения, горячие источники, отложения при перемещениях масс (особенно оползни), криогенное вещество.

## Грунтовые воды на Марсе
Некоторая группа учёных предположила, что часть слоёв на Марсе была создана при поднятии грунтовых вод на поверхность в ряд мест, включая внутренние области кратеров. В соответствии с данной теорией грунтовые воды с растворёнными минералами выходили на поверхность внутри и затем вокруг кратеров, способствуя формированию слоёв вещества (особенно сульфатов) и цементированию отложений. Данная гипотеза поддерживается моделью грунтовых вод и наличием сульфатов в ряде областей.
Первоначально при исследовании вещества на поверхности Марса с помощью марсохода «Оппортьюнити» учёные обнаружили, что грунтовые воды неоднократно поднимались и способствовали накоплению отложений сульфатов. Позднее исследования с помощью установленных на борту Mars Reconnaissance Orbiter инструментов показали, что те же виды вещества присутствуют в крупной области, включая Аравию.

## Интересные геологические особенности

### Обвалы
19 февраля 2008 года изображения, полученные камерой HiRISE на Mars Reconnaissance Orbiter, показали эффектный обвал, состоящий из частиц льда, пыли и крупных блоков, упавших с уступа высотой около 700 м. Доказательствами обвала служат облака пыли, поднимавшиеся из области обвала.

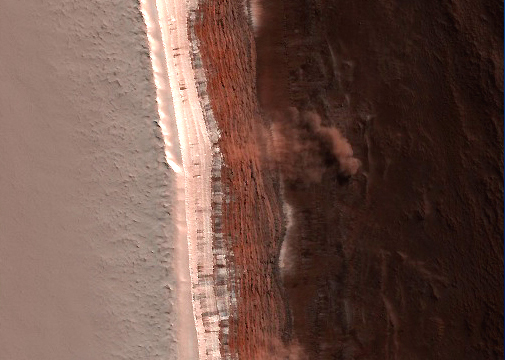
Изображение обвала на Марсе, полученное 19 февраля 2008 года с помощью Mars Reconnaissance Orbiter.
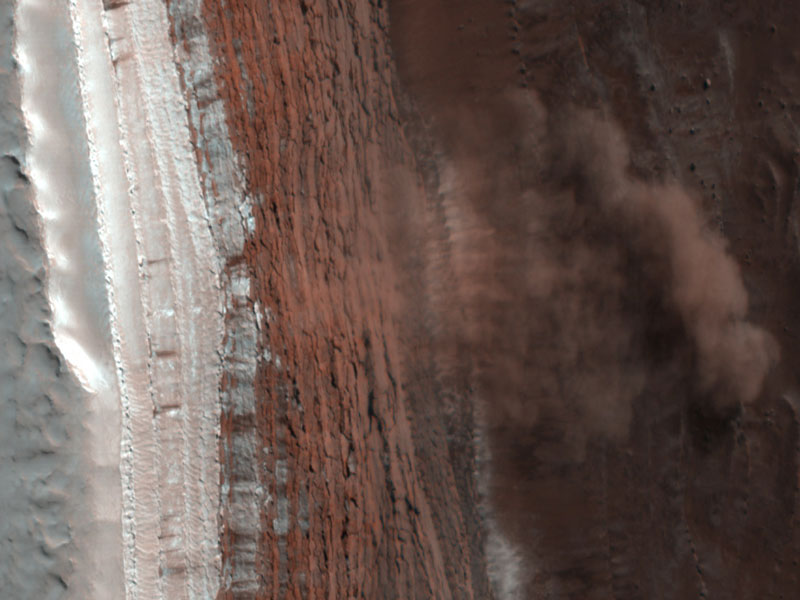
Крупный план обвала.
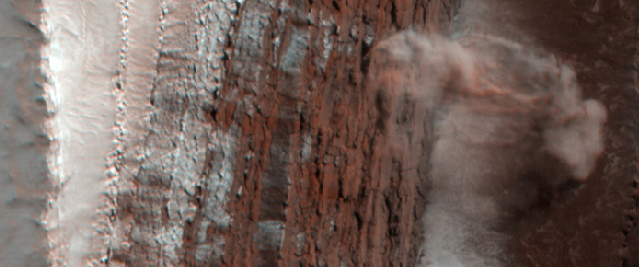
Облака пыли поднимаются над областью обвала.
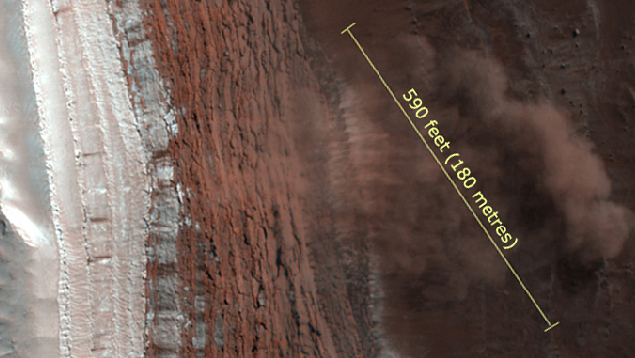
Масштаб изображения отражает величину обвала.

### Возможные пещеры
Учёные NASA изучали изображения, полученные аппаратом «Марс Одиссей», и отметили семь структур, по всей вероятности являющихся пещерами, на сторонах вулкана Арсия. Ширина входа составляет от 100 до 250 метров; считается, что глубина достигает по крайней мере 73-96 м. См. изображения ниже: неформально пещеры называют (A) Дена, (B) Хлои, (C) Венди, (D) Энни, (E) Эбби (слева) и Никки, (F) Жанна. Поскольку свет не достигает дна большинства пещер, то, вероятно, их глубина превышает указанные выше оценки. Дно Дены наблюдалось, глубина равна примерно 130 м. Повторное исследование изображений привело к обнаружению новых «колодцев».

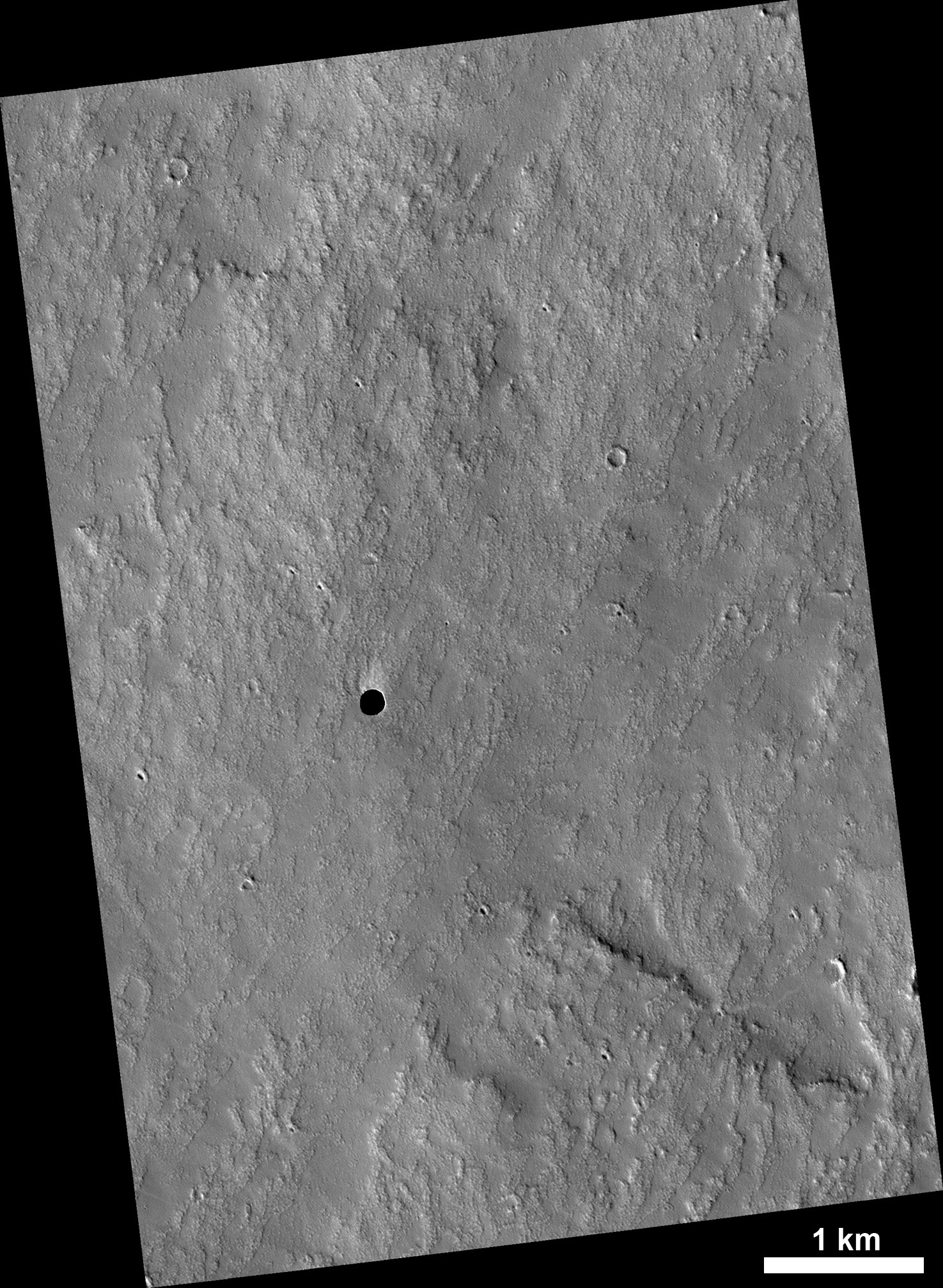
Пещера на Марсе (Жанна), вид с Mars Reconnaissance Orbiter.
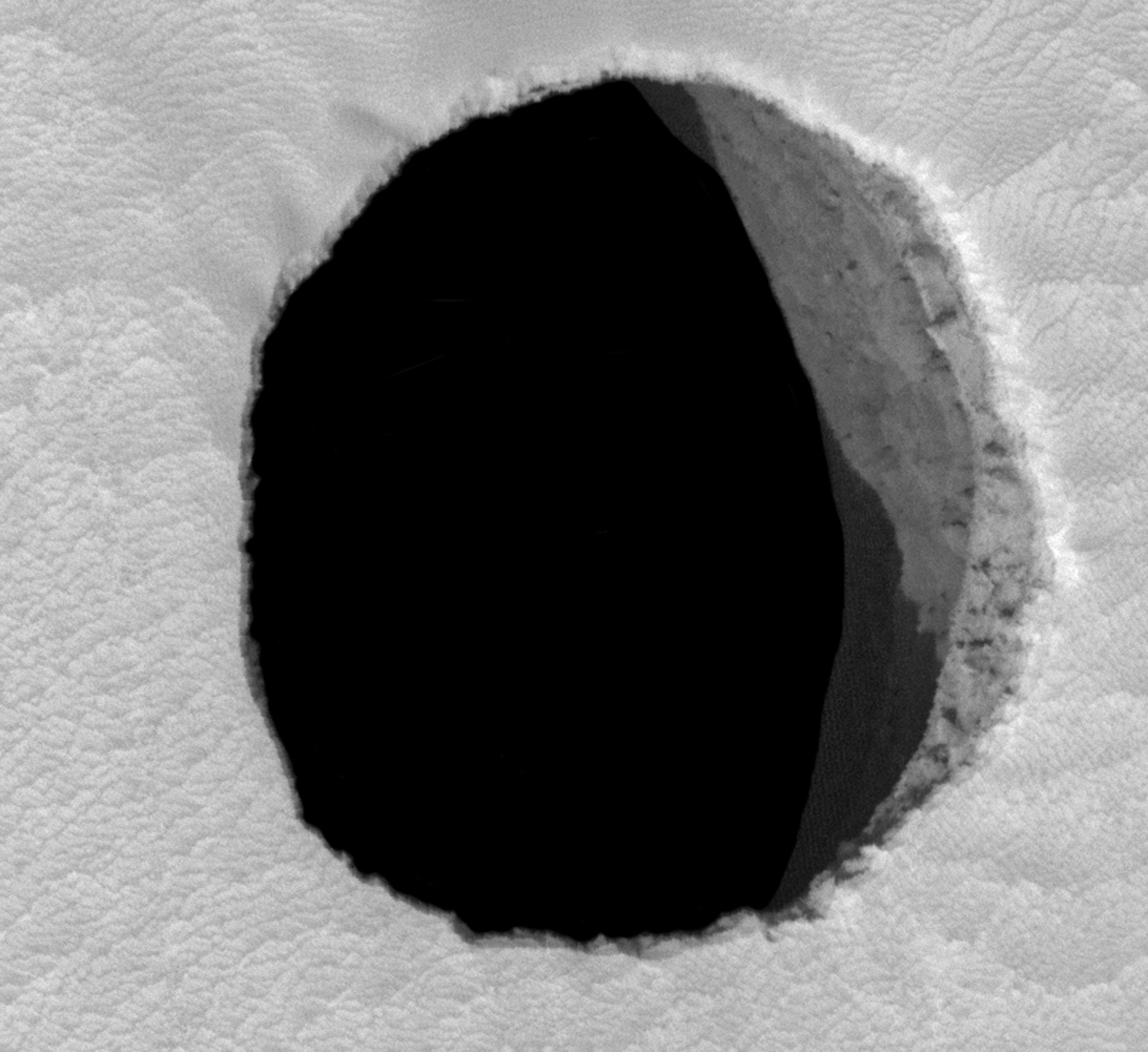
Полученное HiRISE изображение показывает освещённую восточную стену пещеры Жанна.
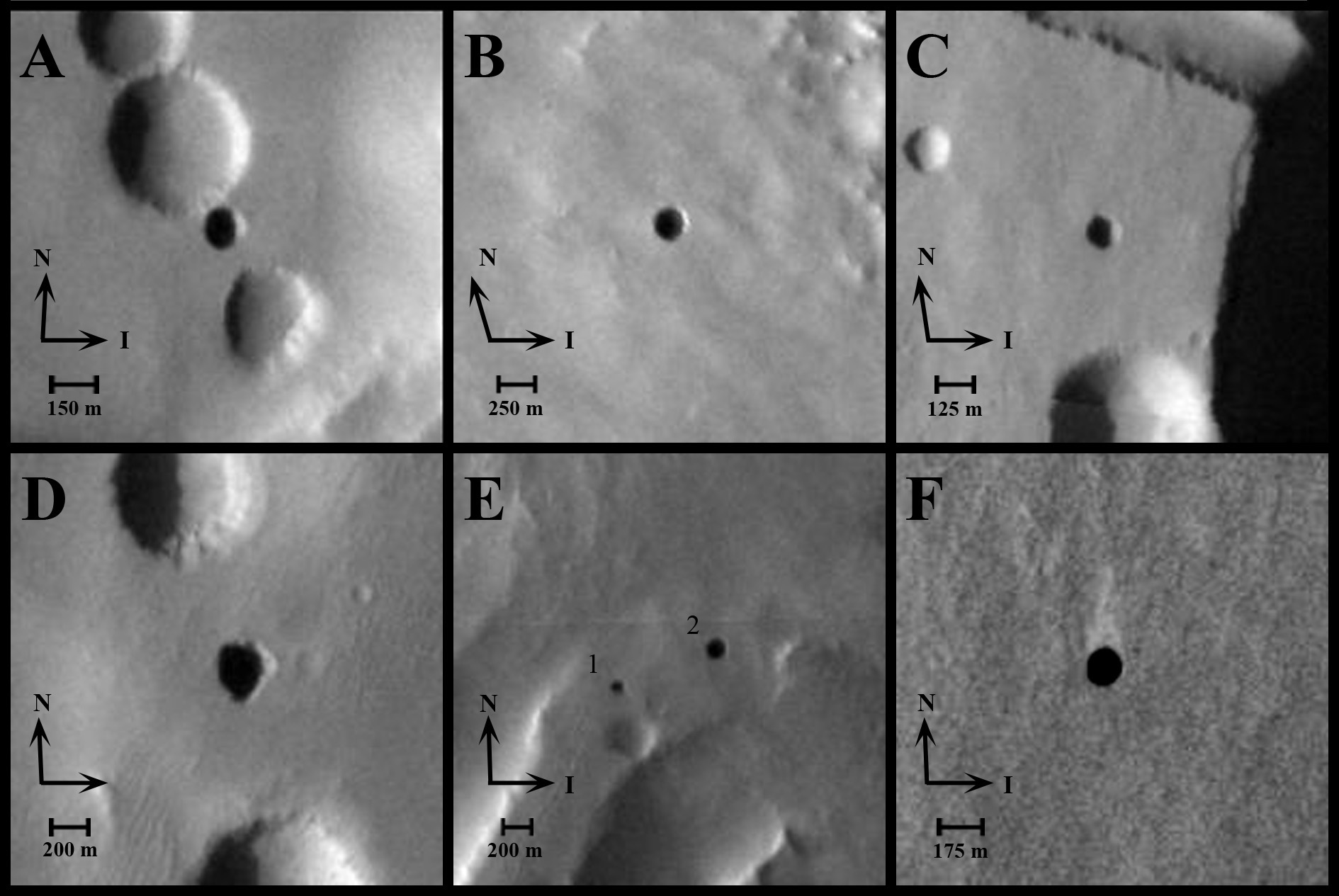
Пещеры на Марсе, снимок THEMIS.

Предполагалось, что исследователи Марса смогут использовать пещеры в качестве укрытий от микрометеороидов, ультрафиолетового излучения, вспышек на Солнце и частиц с высокой энергией.

### Инвертированный рельеф
Некоторые области на Марсе имеют инвертированный рельеф: структуры, которые раньше были впадинами (русла потоков), поднялись над остальной поверхностью. Считается, что крупные камни откладывались в низменностях. Позднее ветровая эрозия унесла большую часть поверхностных слоёв, оставив более тяжёлые отложения. Другим способом создания инвертированного рельефа является течение потока лавы или вещества, отвердению которого способствуют растворённые в воде минералы. На Земле вещество, сцементированное кремнием, устойчиво ко всем видам эрозии. Примерами инвертированных каналов могут служить образования вблизи Грин-ривер, Юта. Инвертированный рельеф в виде потоков может свидетельствовать о наличии водных потоков на Марсе в прошлом. Инвертированный рельеф в виде каналов предполагает, что в момент их возникновения климат на Марсе был значительно более влажным.
В статье, опубликованной в январе 2010 года, группа учёных выдвинула идею поиска жизни в кратере Миямото, поскольку наличие инвертированных каналов и минералы свидетельствуют о наличии воды в прошлом.
Примеры инвертированных областей показаны ниже.

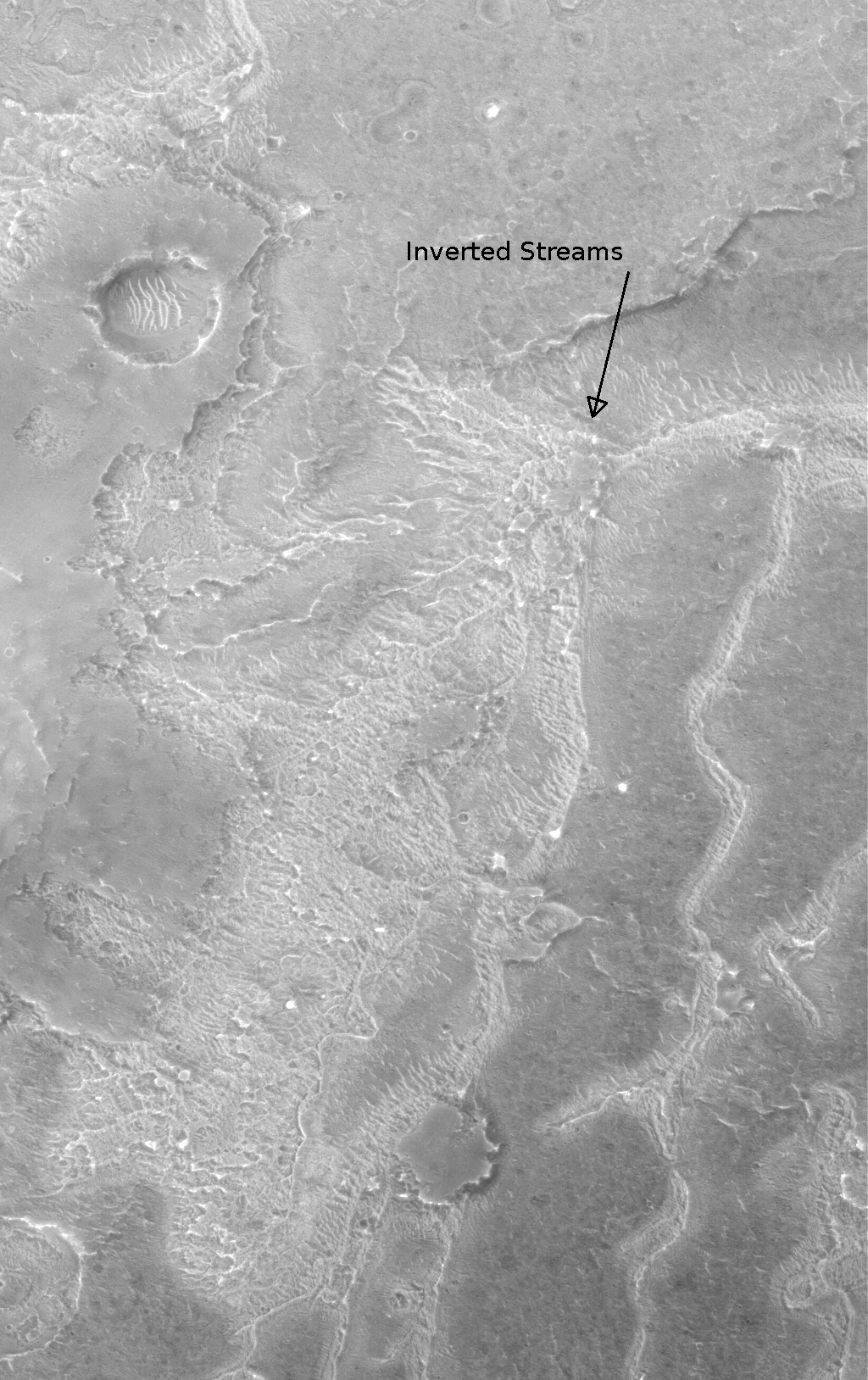
Инвертированные потоки, начинающиеся на вершине хребта. Изображение получено  Mars Global Surveyor
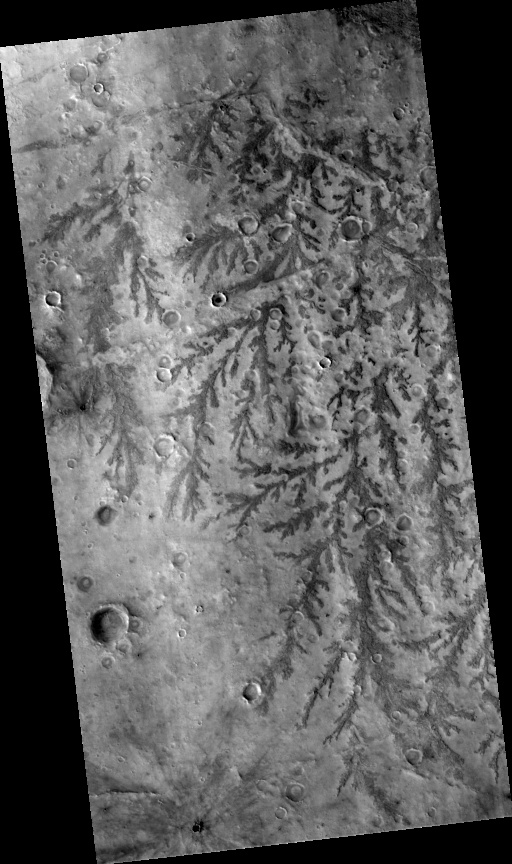
Инвертированный канал с большим количеством ответвлений, область Большой Сирт.
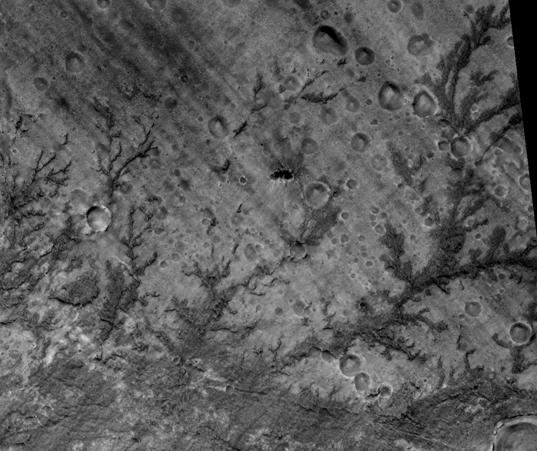
Инвертированные каналы в кратере Антониади.
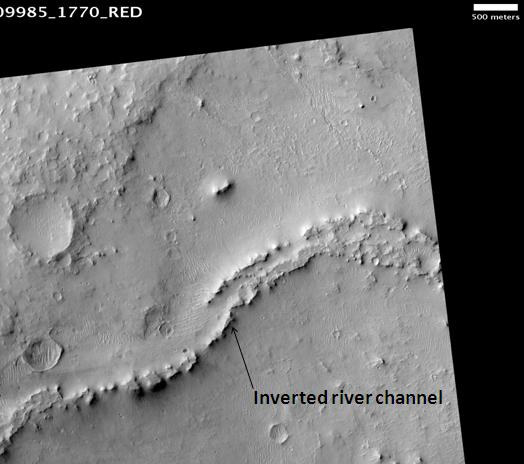
Инвертированный канал в кратере Миямото.